# Brahmina pubescens
Brahmina pubescens är en skalbaggsart som beskrevs av Gilbert John Arrow 1921. Brahmina pubescens ingår i släktet Brahmina och familjen Melolonthidae. Inga underarter finns listade.